# Миколаєнко Юрій Петрович
Юрій Петрович Миколаєнко (нар. 28 вересня 1965, Зубарі, Фастівський район, Київська область) — радянський та український футболіст, нападник. Майстер спорту.

## Клубна кар'єра
Розпочинав грати у футбольній школі київського «Динамо», спочатку в групі Євгена Котельникова, а потім — Євгена Снітка. У 1982 році був запрошений у дубль «Динамо», де виступав два роки. Наступними командами Юрія були ірпінське «Динамо» і тернопільська «Нива».
У 1990 році деякий час виступав за клуб 1-ї ліги «Тилігул», але в 1991 році знову грав за «Динамо» (Ірпінь).
У 1992 році перейшов у команду вищої української ліги — харківський «Металіст». Перший матч у «вишці»: 18 мая 1992 року «Металіст» — «Дніпро» (Дніпропетровськ), 1:0. У складі харківського клубу виходив у фінал Кубка України (1992 рік), який в додатковий час був програний одеському «Чорноморцю».
У «Металісті» в Юрія не все виходило, і вже через рік він прийняв запрошення Юхима Школьникова спробувати сили у вінницькій «Ниві». У сезоні 1992/93 років став переможцем турніру першої ліги, а також кращим бомбардиром команди в чемпіонаті. Вийшов з командою до вищої ліги. 8 квітня 1994 року в грі проти «Вереса», зробивши протягом хвилини дубль (73', 74'), став лише третім гравцем в історії чемпіонатів України кому це вдалося.
Проте в Вінниці закріпитися не зміг і кілька років провів в оренді в українських клубах різних ліг — «Система-Борекс», «Кривбас», «Миколаїв».
У 1996 році деякий час провів в Узбекистані, де разом з низкою інших українських футболістів грав за клуб вищої ліги «Кушон». Напередодні початку сезону 1996/97 років повернувся на Батьківщину, почав виступати за олександрійську «Поліграфтехніку». Дебютував за олександрійську команду 10 вересня 1996 року в переможному (1:0) домашньому поєдинку 10-го туру Першої ліги чемпіонату України проти «Миколаєва». Юрій вийшов у стартовому складі та відіграв увесь матч. Дебютним голом у складі поліграфів відзначився 18 вересня 1996 року на 23-ій хвилині переможного (2:0) виїзного поєдинку 1/32 фіналу кубка України проти запорозького «Віктора». Миколаєнко вийшов на поле в стартовому складі та відіграв увесь матч. Дебютними м'ячами в складі олександрійців у першій лізі відзначився 14 листопада 1996 року на 14-ій та 68-ій хвилинах переможного (6:0) домашнього поєдинку 7-го туру проти ужгородської «Верховини». Юрій вийшов у стартовому складі та відіграв увесь матч. Протягом двох сезонів, проведених у «Поліграфтехніці», у першій лізі чемпіонату України зіграв 76 матчів та відзначився 18-ма голами, ще 5 поєдинків (1 гол) провів у кубку України.
Влітку 1998 року керівництво «Поліграфтехніки» підшукало йому новий клуб — «Металург» (Нікополь). Миколаєнко відправився на збори нікопольської команди в Нову Каховку і потрапив до складу.
Завершував кар'єру в командах «Зірка» (Кіровоград) та «Рось» (Біла Церква).

## Кар'єра в збірній
Виступав у молодіжній збірній команді СРСР.

## Тренерська діяльність
Працював у тренерському штабі Дитячо-юнацької футбольної школи «Динамо» імені Валерія Лобановського на посадах тренера групи 2000 р. н., а потім тренера з технічної підготовки.
Залучається до ігор ветеранів «Динамо» (Київ).

## Досягнення

### Як гравця
Нива (Вінниця)
- Перша ліга чемпіонату України
  -  Чемпіон (1): 1992/93